# Осети
Осети или Осетини, су народ иранског порекла који живи на Кавказу. Потомци су сарматског племена, Алана.

## Име
Преци Осета били су познати под именом Алани. Други назив који је употребљаван за Алане био је Јаси (на мађарском Jász, на руском Jasy, на грузинском Osi). Сматра се да је из овог имена настало и модерно име Осета.

## Бројност популације
Данас на Кавказу живи око 700.000 Осета. Највише их живи у Републици Северној Осетији — Аланији (део Руске Федерације) и Републици Јужној Осетији (формално део Грузије, али фактички је независна држава).
Осети чине етничку већину у обе републике. У Северној Осетији јч— Аланији, Осети чине 65%(2010) популације, док у Јужној Осетији чине 89%(2012).

## Језик и религија
Осетски језик спада у источну групу иранских језика. По вероисповести, Осети су већином православни хришћани, а има их и муслимана.

## Историја
Од краја 1. до друге половине 4. века нове ере, преци Осета, Алани, имали су врховну власт над моћном конфедерацијом сарматских племена. Кинески извори из 3. и 5. века нове ере помињу између Каспијског и Црног мора краљевину Yancai која је променила име у краљевина Alanliao и која је била у вазалном односу према држави Kangju (Согдијани). Забележено је да су одећа и начин живота становника државе Alanliao били исти као становника Согдијане.
72 године после Христа, Алани су у савезу са другим племенима извршили инвазију на Јерменију и Медију. У четвртом веку један део Алана се под притиском Хуна сели на запад.
На крају четвртог и почетком петог века Алане налазимо у више региона Западне Европе. 406. године Алани прелазе Рајну и упадају у Галију (данашња Француска). Ту су се Алани поделили на две групе. Једна група је прешла у службу Римског царства и остала у Галији. Друга група је 409. године упала на Пиринејско полуострво, где је формирала Аланску државу. Аланску државу су 418. године уништили Западни Готи. Под притиском Западних Гота 429. године Алани, Вандали и Свеви су се преселили у Северну Африку, где су формирали Вандалско-Аланску краљевину, која је постојала нешто више од 100 година, док је нису уништили Византинци.
Алани, који су остали у Галији, су повремено били у служби Римског царства, а повремено у савезу са Готима. Године 439. је формирана нова Аланска држава на подручју данашњег града Орлеана. Међутим, и ова држава је уништена, а Алани су се касније асимиловали у друге западноевропске народе и престали да постоје као нација.
Алани који су остали у подручју Кавказа под влашћу Хуна, преселили су се нешто јужније, на саме Кавкаске планине. Између десетог и дванаестог века, Аланија је била значајна држава у кавкаском региону. Алански краљеви имали су велику моћ и међународни углед. Највећу моћ Аланија је достигла у време краља Дургулела у једанаестом веку, кога страни летописи из тог времена називају Дургулел Велики.
Један део Алана се 1239. године доселио у Угарску, где су били познати под именом Јаси. Њихови помађарени потомци данас живе у мађарској жупанији Јас-Нађкун-Солнок, говоре мађарским језиком и сматрају се етничком подскупином Мађара, али је међу њима сачувана и свест о јашком пореклу.
У 13. веку, Аланију су уништили монголски освајачи. Алани су се из својих утврђених и скривених упоришта срчано бранили од њихових напада. Отпор је потрајао неколико десетлећа и Алани су били коначно покорени тек 1277/8. године, када је Менгке-Темур заузео њихову главну тврђаву Дедјаков (вероватно Вјерхњи Џулат у данашњој Северној Осетији).
Одреди Алана су учествовали на страни бугарског цара Михаила Шишмана у бици код Велбужда 1330.
У време постојања Совјетског Савеза, потомци Алана, Осети, добили су две аутономне територије: Аутономну Републику Северну Осетију (у саставу Русије) и Аутономну Област Јужну Осетију (у саставу Грузије). После осамостаљења Грузије (1991. године), Јужна Осетија је такође прогласила сопствену независност и данас постоји као независна држава са ограниченим међународним признањем. Северна Осетија је недавно променила име у Северна Осетија — Аланија, рефлектујући тако своју везу са средњовековном краљевином.

## Сродни народи
По језику, најсроднији народ Осетима су Јагнобци (народ настањен у Таџикистану), затим Пуштуни и Памирски народи, као и други Ирански народи.
Неки истраживачи порекла Срба и Хрвата сматрају да су Срби и Хрвати такође били аланска племена, тако да би се и Срби и Хрвати у извесном смислу могли сматрати сродницима Осета. Према овим тврдњама, Срби и Хрвати су првобитно живели у аланској постојбини северно од Кавказа, одакле су се у време хунске најезде преселили у средњу Европу, где су се временом стопили са Словенима, којима су оставили своје име (За више информација видети чланке: Иранска теорија о пореклу Срба и Иранска теорија о пореклу Хрвата).